# Dietrich von Gadenstedt

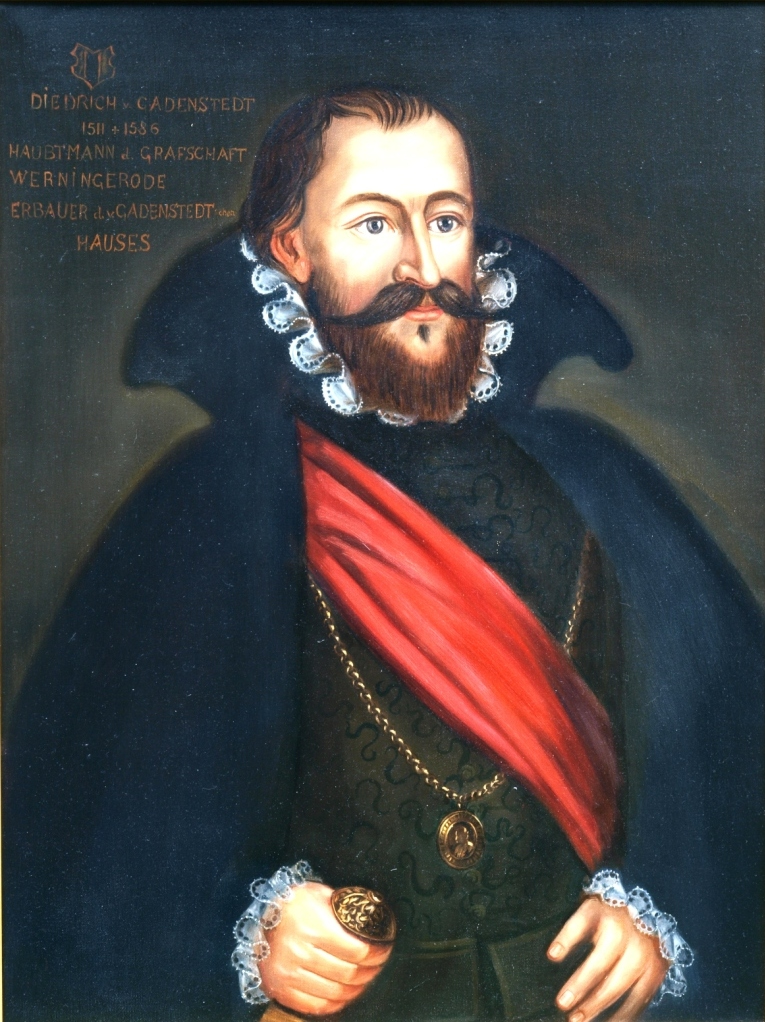
Ahnenbild Dietrich von Gadenstedt

Dietrich von Gadenstedt (* 1511; † 13. Januar 1586 in Wernigerode) war gräflich-stolbergischer Stadthauptmann von Wernigerode.

## Leben
Er war der Sohn von Burghard von Gadenstedt und der Magareta geb. von Alten. 1534 trat er in den Dienst des Grafen Wolfgang zu Stolberg, der damals Dompropst in Halberstadt war, nach dessen Tod blieb er insgesamt 49 Jahre im Dienst der Grafen zu Stolberg, 1573 dankte er aus Krankheitsgründen ab. Bereits hochbetagt ließ er für sich und seine Familie 1582 ein repräsentatives Wohnhaus am Oberpfarrkirchhof errichten, das noch heute existiert und den Namen Gadenstedtsches Haus trägt.
Verheiratet war er seit 1548 mit Otilia von Bülzingsleben (* 1515/16; † 6. November 1594 in Wernigerode). Aus dieser Ehe ging der Sohn Heinrich Albrecht von Gadenstedt (* 1552 in Wernigerode; † 18. Juni 1613 in Gadenstedt) hervor. Dessen Tochter Hedwig von Gadenstedt (* 3. August 1590 in Wernigerode; † 24. Januar 1649 in Halberstadt) hingegen heiratete 1615 Arndt von Spiegel zu Peckelsheim, der 1618 das Schloss Seggerde erwarb. Beide wurden im Dom zu Halberstadt begraben. Ferner gab es noch die Tochter Sybille.
Dietrich von Gadenstedt starb im Alter von 75 Jahren und wurde in der Oberpfarrkirche beigesetzt. Seine Nachkommen ließen ihm 1590 ein noch heute in der St. Sylvestrikirche (Wernigerode) vorhandenes Epitaph errichten.

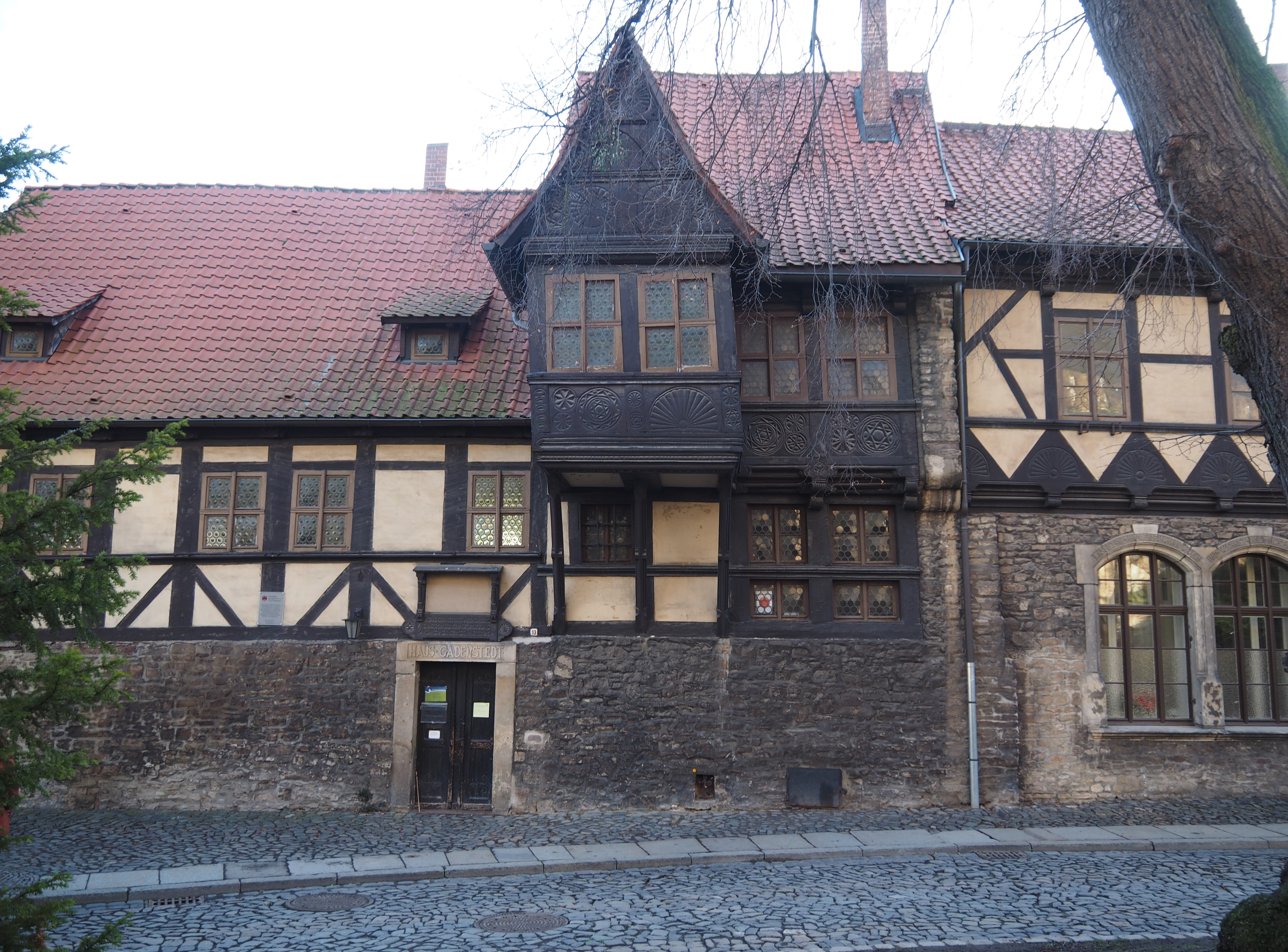
Das 1582 errichtete Wohnhaus am Oberpfarrkirchhof
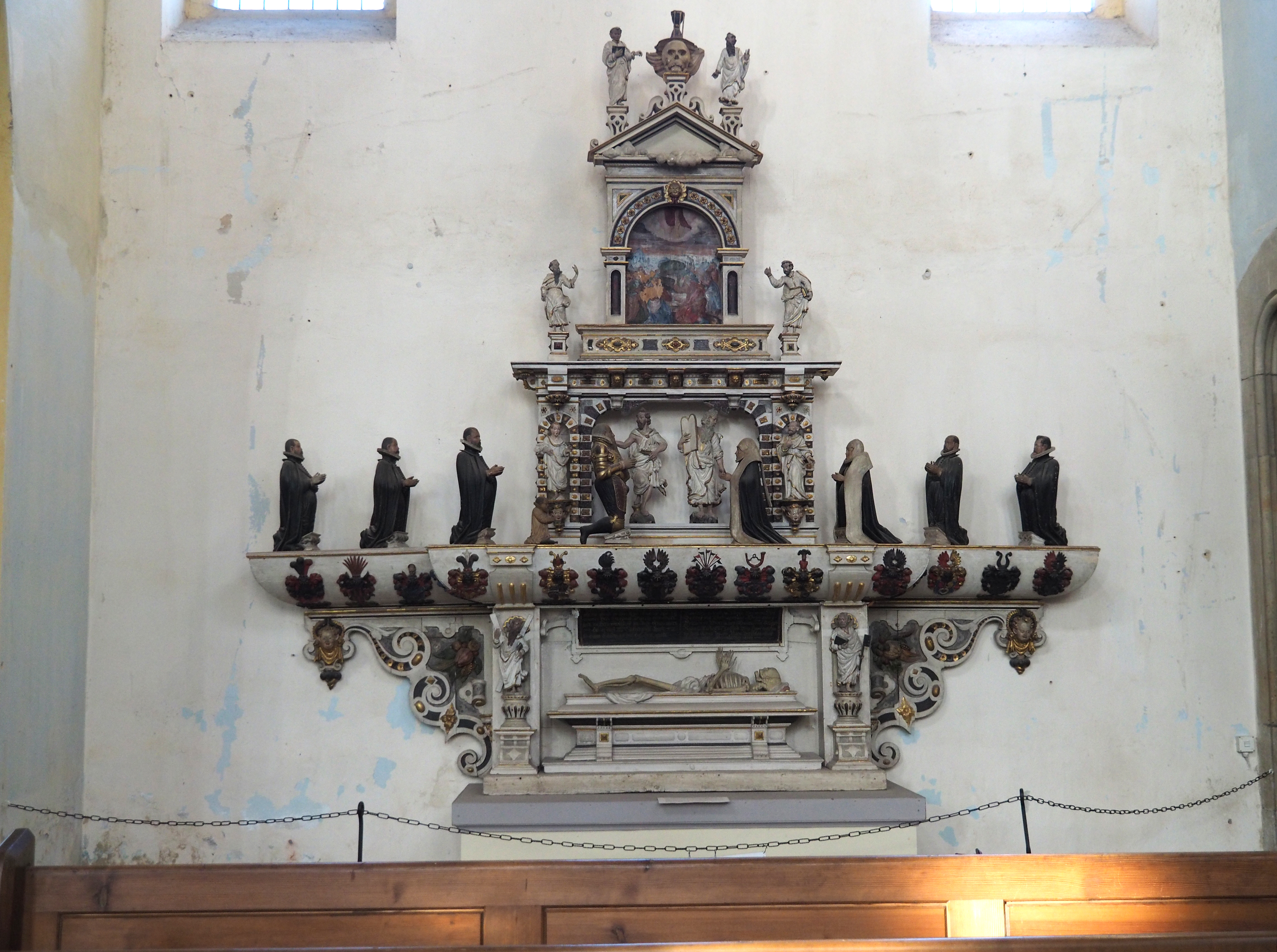
Epitaph für Dietrich von Gadenstedt in der St. Sylvestrikirche (Wernigerode)
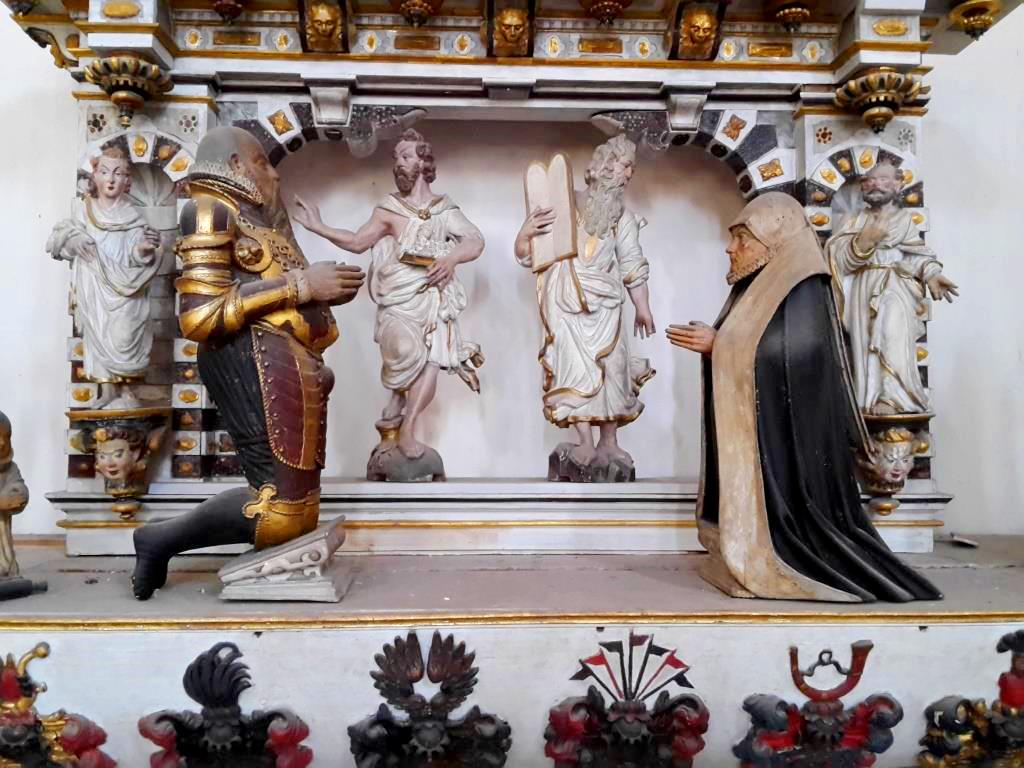
Detail des Epitaphs